# Ophiocara macrostoma
Ophiocara macrostoma — вид бичкоподібних риб родини Butidae. Описаний у 2023 році.

## Поширення
Ендемік Японії. Відомий з островів Якусіма, Танегасіма, Ісігакі, Іріомоте та Йонагуні в архіпелазі Рюкю.

## Опис
O. macrostoma вирізняється серед інших представників роду рівномірно темним хвостовим плавцем, подовженою верхньою щелепою у дорослих особин (16,0–17,5% стандартної довжини), а у молоді наявністю двох вузьких яскравих смуг на тілі та трьох яскравих відмітин на основі хвостового плавця.